# Northern Expedition
Die Northern Expedition ist ein RoPax-Schiff der kanadischen Reederei BC Ferries aus British Columbia. Das Schiff wird auf der „Inside Passage“-Route eingesetzt und verbindet Prince Rupert an der nördlichen Festlandsküste mit Port Hardy auf Vancouver Island.

## Geschichte
Am 18. August 2006 gab BC Ferries an die Flensburger Schiffbau-Gesellschaft den Auftrag, ein Ersatzschiff für die Queen of Prince Rupert zu bauen (die Werft hatte vorher schon einen Auftrag zur Errichtung von drei Fähren der Coastal-Klasse erhalten). Kurz danach wurde beschlossen, dass der Name des neuen Schiffs Northern Expedition werden soll und dass das andere im Norden operierende Schiff von BC Ferry (die kurz davor erworbene Sonia, die als Ersatz für die gesunkenene Queen of the North dient) Northern Adventure genannt werden würde.
Das Schiff, bei dem es sich um eine Fähre vom Typ „RO-PAX 600“ der Flensburger Schiffbau-Gesellschaft handelt, wurde im Jahr 2008 auf der Werft in Flensburg mit der Baunummer 748 gebaut. Die Kiellegung fand am 16. Mai, der Stapellauf am 25. September 2008 statt. Abgeliefert wurde das Schiff am 29. Januar 2009. 
Das Schiff verließ Deutschland am 30. Januar 2009 Richtung British Columbia über den Panamakanal. Die Northern Expedition beendete die 9.900 Seemeilen lange Reise am 6. März 2009 und fuhr dabei an Victoria und Vancouver vorbei, bevor sie in Nanaimo für eine Nachkontrolle ankam.
Die Northern Expedition wurde am 18. Mai 2009 erstmals auf der „Inside Passage“ zwischen Prince Rupert und Port Hardy eingesetzt.

## Technische Daten und Ausstattung
Angetrieben wird das Schiff von zwei MaK-Schiffsdieselmotoren (MaK 9M 32C) mit einer Leistung von jeweils 4.500 kW, die auf jeweils einen Propeller wirken. Darüber hinaus ist das Schiff mit zwei Bugstrahlrudern mit einer Leistung von jeweils 1.350 kW sowie einem Heckstrahlruder mit einer Leistung von 900 kW ausgerüstet. Für Fahrten in eisbedeckten Gewässern verfügt das Schiff über die Eisklasse 1A.
Die Northern Expedition hat insgesamt sieben Decks, zwei davon sind Passagierdecks:
- 55 Zweibett-Kabinen
- das Canoe Cafe
- das Vista Restaurant
- die Aurora Lounge (nur gegen Reservierung)
- die Raven Lounge mit 3 Großbildfernsehern
- den Passages Gift Shop
- eine Kinderspielecke
- viele nicht reservierbare Sitzbereiche